# Oxaenanus glaucopis
Oxaenanus glaucopis är en fjärilsart som beskrevs av George Francis Hampson. Oxaenanus glaucopis ingår i släktet Oxaenanus och familjen nattflyn. Inga underarter finns listade i Catalogue of Life.